# Diễn giải nhiều thế giới

Nghịch lý cơ học lượng tử "con mèo của Schrödinger" theo diễn giải nhiều thế giới. Theo diễn giải này, mỗi sự kiện là một điểm phân nhánh; con mèo có thể còn sống hay đã chết, thậm chí trước khi cái hộp được mở, nhưng con mèo "còn sống" và con mèo "đã chết" thuộc về các nhánh khác nhau của vũ trụ, cả hai đều thật như nhau nhưng không tương tác lẫn nhau.

Diễn giải nhiều thế giới hay thuyết thế giới phân nhánh là một sự diễn giải cơ học lượng tử khẳng định thực tế khách quan của hàm sóng phổ quát và phủ nhận thực tế của hàm sóng sụp đổ. Nhiều thế giới có nghĩa là xác suất về một lịch sử phụ và tương lai là có thật, đại diện cho từng "thế giới" (hay "vũ trụ") thực tế. Thuyết tuyên bố có một lượng rất lớn—nhiều khi vô tận—số vũ trụ, và tất cả mọi thứ không chỉ có thể đã xảy ra trong quá khứ của chúng ta, mà còn có thể đã xảy ra trong quá khứ của một số vũ trụ hoặc nhiều vũ trụ khác. Thuyết này cũng được gọi là MWI, công thức tương quan các trạng thái, diễn giải Everett, thuyết hàm sóng phổ quát vũ trụ, diễn giải nhiều vũ trụ, hay chỉ nhiều thế giới.
Công thức tương quan các trạng thái ban đầu được xây dựng bởi Hugh Everett vào năm 1957. Sau đó, công thức này trở nên phổ biến và được đổi tên thành nhiều thế giới bởi Bryce Seligman DeWitt vào các thập niên 1960 và 1970. Các phương pháp li khai để diễn giải cơ học lượng tử đã được thăm dò và phát triển hơn nữa, và trở nên khá phổ biến. MWI là một trong nhiều giải thuyết đa vũ trụ trong vật lý và triết học. Ngày nay nó được xem là sự diễn giải chính thống cũng với những diễn giải li khai khác, diễn giải Copenhagen, và các diễn giải xác định như thuyết De Broglie–Bohm.
Trước nhiều thế giới, thực tế luôn xem chỉ duy nhất có một lịch sử đã diễn ra. Tuy nhiên, nhiều thế giới được xem như một thân cây có nhiều nhánh, trong mỗi nhánh cây là một kết quả lượng tử có xác suất xảy ra. Nhiều thế giới hòa hợp những quan sát các sự kiện không xác định, chẳng hạn như sự phân rã phóng xạ ngẫu nhiên, với các phương trình được xác định toàn phần của vật lý lượng tử.
Trong nhiều thế giới, sự hiện diện chủ quan của hàm sóng sụp đổ được giải thích bằng cơ chế mất kết hợp lượng tử, và điều này được cho là để giải quyết tất cả các nghịch lý tương quan của thuyết lượng tử, chẳn hạn như nghịch lý EPR và con mèo của Schrödinger, vì mỗi xác suất kết quả của mỗi sự kiện xác định hoặc tồn tại trong "lịch sử" hoặc "thế giới" của riêng nó.